# Geelvleugeltangare
De geelvleugeltangare (Thraupis abbas) is een vogelsoort uit de familie Thraupidae (tangaren).

## Kenmerken
Deze vogel wordt tot 18 centimeter lang.

## Verspreiding en leefgebied
Hij komt voor rond de kust van de Golf van Mexico, kusten van de Caraïben, kusten van Veracruz de Ignacio de la Llave, in San Luis Potosí, in Mexico en van Yucatán tot Nicaragua.